# Thomas Mofolo
Thomas Mokopu Mofolo (Khojane, 22 de desembre de 1876 – Teyateyaneng, 8 de setembre de 1948) és considerat l'escriptor basotho més important. Va escriure majoritàriament en llengua sesotho i el seu llibre més popular, Chaka, ha estat traduït a diversos idiomes.

## Biografia
Nascut el 1876 a la localitat basuto de Khojane, Thomas Mofolo va ser educat a les escoles locals de la Societat Missionera Evangèlica de París i va obtenir el certificat de professor el 1898. Mentre treballava en el dipòsit de llibres de Morija, alguns dels missioners el va animar a escriure el que es convertiria en la primera novel·la en sesotho meridional, Moeti oa bochabela (1907). L'autor teixieix una història edificant de la conversió d'un jove cacic sotho al cristianisme, amb els mites tradicionals i poemes de lloança. El seu èxit va dur a altres joves professors a provar sort en l'escriptura de ficció, provocant el naixement d'un dels moviments literaris més antics de l'Àfrica subsahariana.
El següent llibre de Mofolo, Pitseng (1910), està construït sobre una història d'amor bastant, imitada de forma maldestra de la ficció europea. Conté descripcions de costums de Lesotho i de Sud-àfrica, i de la influència del cristianisme en els costums matrimonials tradicionals.
Mofolo llavors escriure Chaka, un relat ficcionat del conquistador zulu que va construir un imperi poderós durant el primer quart del segle xix. Sota la ploma de Mofolo, la carrera atzarosa de Shaka es converteix en la tragèdia èpica d'una figura heroica, l'ambició desmesurada de la qual el porta a la crueltat insana i la ruïna final. Considerara la major contribució primerenca de l'Àfrica negre al corpus de la literatura mundial moderna, Chaka és una autèntica obra mestra; la narrativa segueix la corba austera de creixement i declivi que controla l'estructura de la tragèdia clàssica en el seu millor moment; la motivació psicològica està fortament aclarida en tots els punts; i l'autor manipula hàbilment l'element sobrenatural, que està dotat de cert valor simbòlic.
Encara que els missioners eren sensibles a l'alta qualitat literària de Chaka, van ser reticents a l'hora de publica-lo a causa de les imatges de la vida precristiana que el llibre conté. En la seva decepció, Mofolo va anar a Sud-àfrica el 1910 i va renunciar a escriure més. Durant diversos anys va ser un agent de treball, contractant treballadors per les mines d'or de Transvaal i les plantacions de Natal. Després de 1927 va comprar una botiga a Lesotho i deu anys després va adquirir una granja a Sud-àfrica, però va ser expulsat sota la Llei de la terra dels nadius. El 1940, ja malalt, va retornar a Lesotho, on va morir el 8 de setembre de 1948. La biblioteca de la Universitat Nacional de Lesotho duu el seu nom en honor seu.

## Obra publicada
Segons la col·lecció de la Biblioteca del Congrés dels Estats Units:
- Chaka (1939)
- Chaka, a historical romance, amb una introducció de Sir Henry Newbolt, edició traduïda del sesotho per F. H. Dutton (1931)
- Chaka, segona edició ampliada (2000). ISBN 99911-28-10-7
- Chaka, traducció de Daniel P. Kunene (1981) ISBN 0-435-90229-6
- Chaka, une épopée bantoue, traducció al francès (1940)
- Chaka Zulu: Roman, traducció a l'alemany amb notes de Peter Sulzer (1988). ISBN 3-7175-1748-1
- Tjhaka, traducció a l'afrikaans de Chris Swanepoel (1974). ISBN 0-624-00596-8
- Moeti oa Bochabela (1942)
- Pitseng (1942, 1968)